# Minuartia stricta
Minuartia stricta là loài thực vật có hoa thuộc họ Cẩm chướng. Loài này được (Sw.) Hiern mô tả khoa học đầu tiên năm 1899.